# Fulgencjusz z Ruspe
Fulgencjusz z Ruspe, łac. Fulgentius (ur. ok. 467 w Thélepte w Byzacenie, zm. ok. 532 w Ruspe) – Ojciec Kościoła, biskup, święty katolicki.

## Życie i twórczość
Fulgencjusz był mnichem, a od roku 507 biskupem w diecezji Ruspe w rzymskiej prowincji Afryki (dzis. Tunezja). Starannie wykształcony (znał grekę), brał udział w dyskusjach z wandalskimi arianami. Jego teologia kształtowała się pod wpływem Augustyna z Hippony i zaważyła nad rozumieniem myśli biskupa Hippony w średniowieczu. Pisał dzieła przeciw pelagianom, monofizytom, arianom.

## Dzieła
Wydania krytyczne dokonane przez J. Fraiponta ukazały się w tomach 91 i 91A Corpus Christianorum /1968 r./ oraz w Sources chrétiennes w tomie 487 /2004 r./. W Patrologia Latina jego dzieła znajdują się w tomie 65.
- O wierze, czyli o regule wiary prawdziwej do Piotra (De fide ad Petrum seu de regula fidei) – przekład polski: W. Szołdrski, w: Studia i teksty patrystyczne, A. Bober (red.), Kraków: Wydawnictwo Apostolstwa Modlitwy, 1967, s. 212-245. W dziele tym Fulgencjusz przedstawił syntezę teologii. W średniowieczu było ono uważane za traktat Augustyna z Hippony[4]. Wydanie krytyczne: Corpus Christianorum, Series Latina (CCL), 91A,711-760, wyd. J. Fraipont, Brepols Turnhout 1968 r.
- O prawdzie predestynacji i łaski Bożej – Ad Iohannem et Venerium de veritatae praedestinationis et gratiae Dei libri III, wydanie krytyczne: CCL 91A,458-548, wyd. J. Fraipont, Turnoult 1968 r.
- 8 Mów
- 18 Listów, Sources chrétiennes 487: Fulgence de Ruspe, Lettres ascetiques et morales. J. Fraipont (wyd.); D. Bachelet (wstęp, tłumaczenie franc., przypisy), Paryż: Cerf, 2004, s. 298.

## Kult
Wspomnienie liturgiczne św. Fulgencjusza, w Kościele katolickim, obchodzone jest 1 stycznia lub 3 stycznia (Augustianie).